# ハードポイント

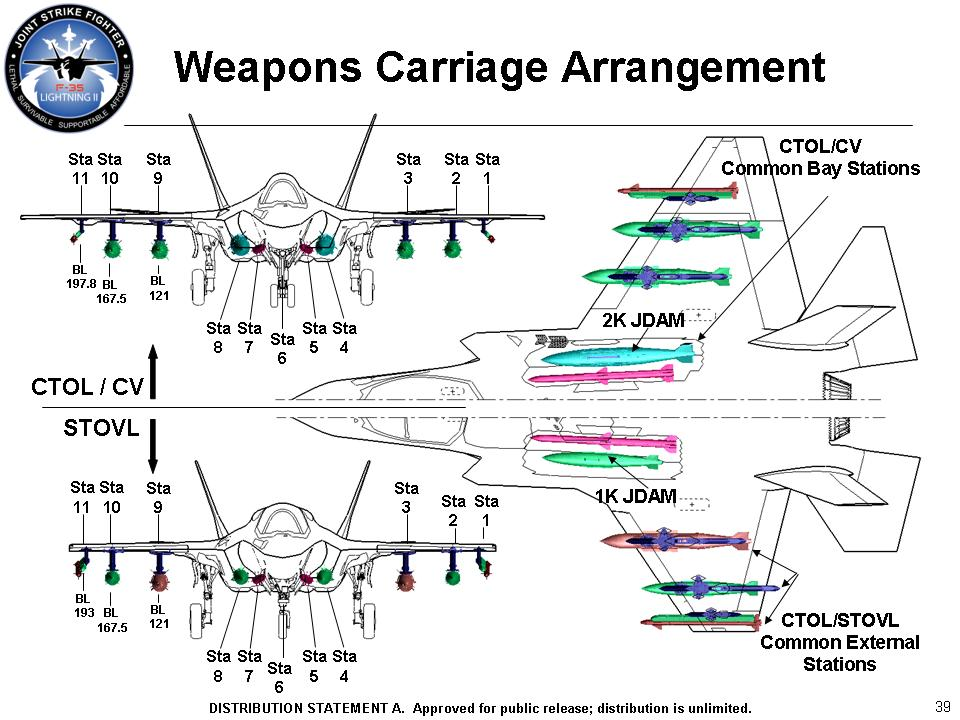
F-35の搭載兵装類
機外兵装ステーションは1-3, 6, 9-11である

ハードポイント（hard-point、重量強化点、機外兵装ステーション）は、軍用機の胴体や主翼の下面にあらかじめ設けられた、兵装類を懸吊（）（懸下ともいう。）して機外搭載するための取付部である。

## 概要
搭載物の多くが航空機搭載爆弾、ミサイル、ロケット弾ポッドやガンポッドといった兵器類であるが、照準ポッドや電子戦ポッドなどの支援装備、トラベルポッドやスモークポッドなど非戦闘用の装備もある。またドロップタンクも対応したハードポイントに搭載される。
投下物や銃砲ならば投下制御や発射制御を、誘導兵器やセンサー類であればプログラムやデータなどの通信路を、それぞれケーブル接続するための端子をハードポイント側に備えておく必要があり、同様にドロップタンクならば燃料配管の接続口も必要である。搭載するためには荷重制限や空力干渉、接続部の機構的な適合性だけでなく、火器管制システム類を含む電気系統の対応も求められるため、搭載可能な兵装類はそれほど多種類には対応していない。大型機の場合は兵器用と電子戦ポッド用を分けることも可能である。
一般的に機体下面のハードポイントには搭載物を直接吊さず「パイロン」と呼ばれる支持部品を介して搭載する。パイロンにはミサイル用のレールランチャーや複数弾を搭載するためのマルチ・イジェクターと呼ばれる個別、またはパイロンと一体の支持具が加わることがあり、この部分を総称して兵装支持架や兵器支持架と呼ばれることが多い。試験飛行やフェリーなど搭載する物がない場合はパイロンを外すことがある。
ハードポイントが多ければ必要に応じて多数の兵器類を機外搭載できるが、取付けられる物のほとんどが重量物であり、空力的な抵抗ともなるため、航続距離や飛行速度、運動性能といった軍用機として重要な性能を低下させる。また、機外搭載する部分には機体構造の強化も必要となり、それに伴う重量増加は、機外搭載物を外しても除去できない。軍用の固定翼機では、左右対称に、翼下に4-10箇所、主翼端に0/2箇所、胴体下面に1-6箇所程度備えるものが一般的である。攻撃ヘリコプターでは、機体固有の小翼がハードポイントや兵器支持架となるものもある。輸送/汎用ヘリコプターなどの機外懸下用フックやホイスト類は兵装支持架には含まれない。
ステルス性を有する戦闘機では、本来の性能を発揮するために機外搭載物を避ける必要があるが、そのような機体の多くが空中での格闘戦だけでなく、攻撃機のような異なる役割も果たすマルチロール機として位置づけられているため、狭い爆弾倉だけでは収容しきれない誘導爆弾類を多数機外搭載するためのハードポイントを多数備えている。飛行状態に応じて主翼の後退角を変化させる可変翼機の場合、トーネードや Su-24の様に主翼の後退角に合わせて基部を回転させパイロンが常に進行方向を向くハードポイントを持つ機種も少なくない。しかし構造的に弱い可変翼部分には基本的に大重量の兵装を搭載出来るほどの強固なハードポイントは設けられず、もっぱら軽量な短射程ミサイルやドロップタンクの搭載箇所として使用されている。既存の機体に対してコンフォーマル・フューエル・タンクを加えることによってハードポイントを増やす手法もある。

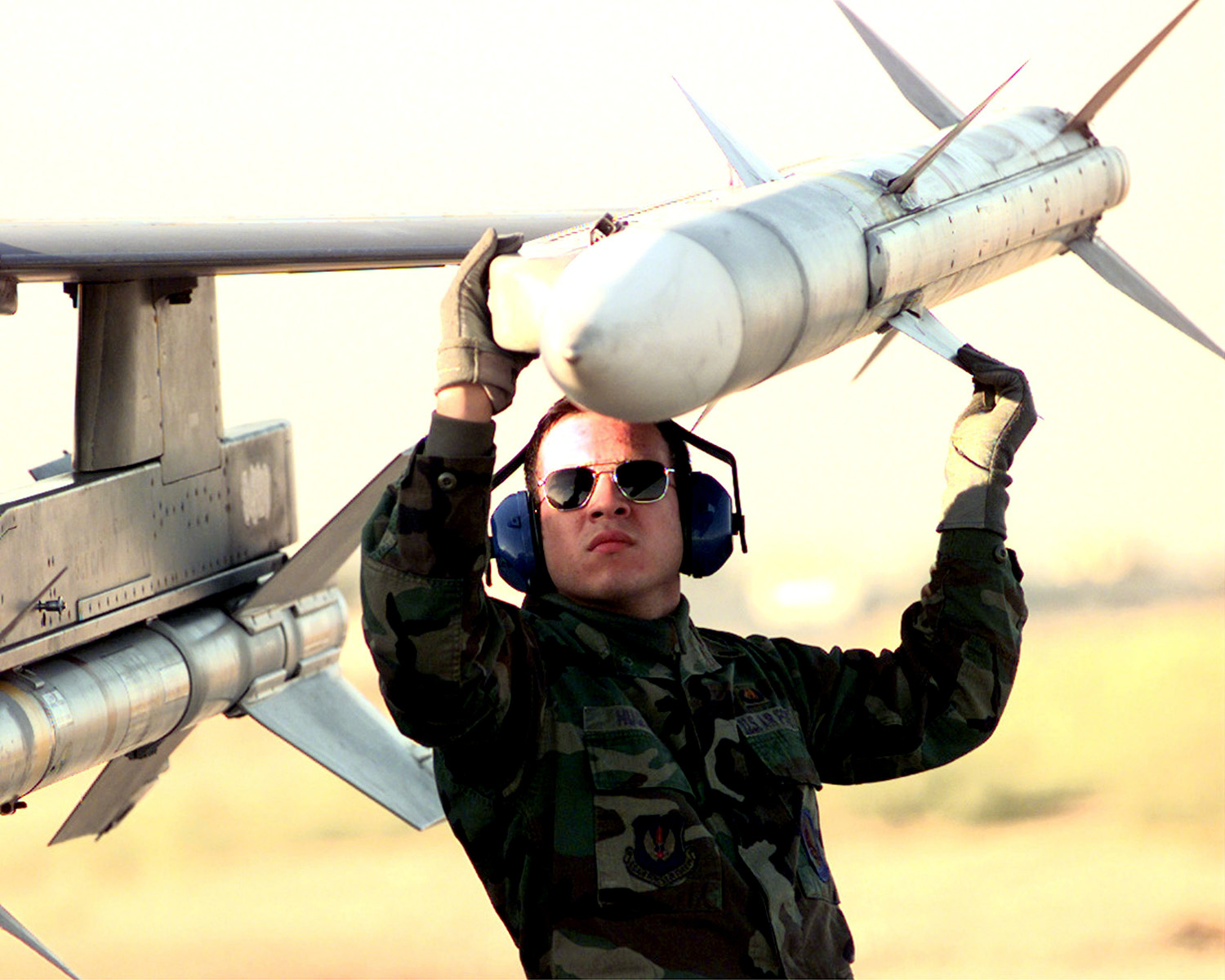
F-16の翼端部にあるレールランチャーへAIM-120を取り付ける作業
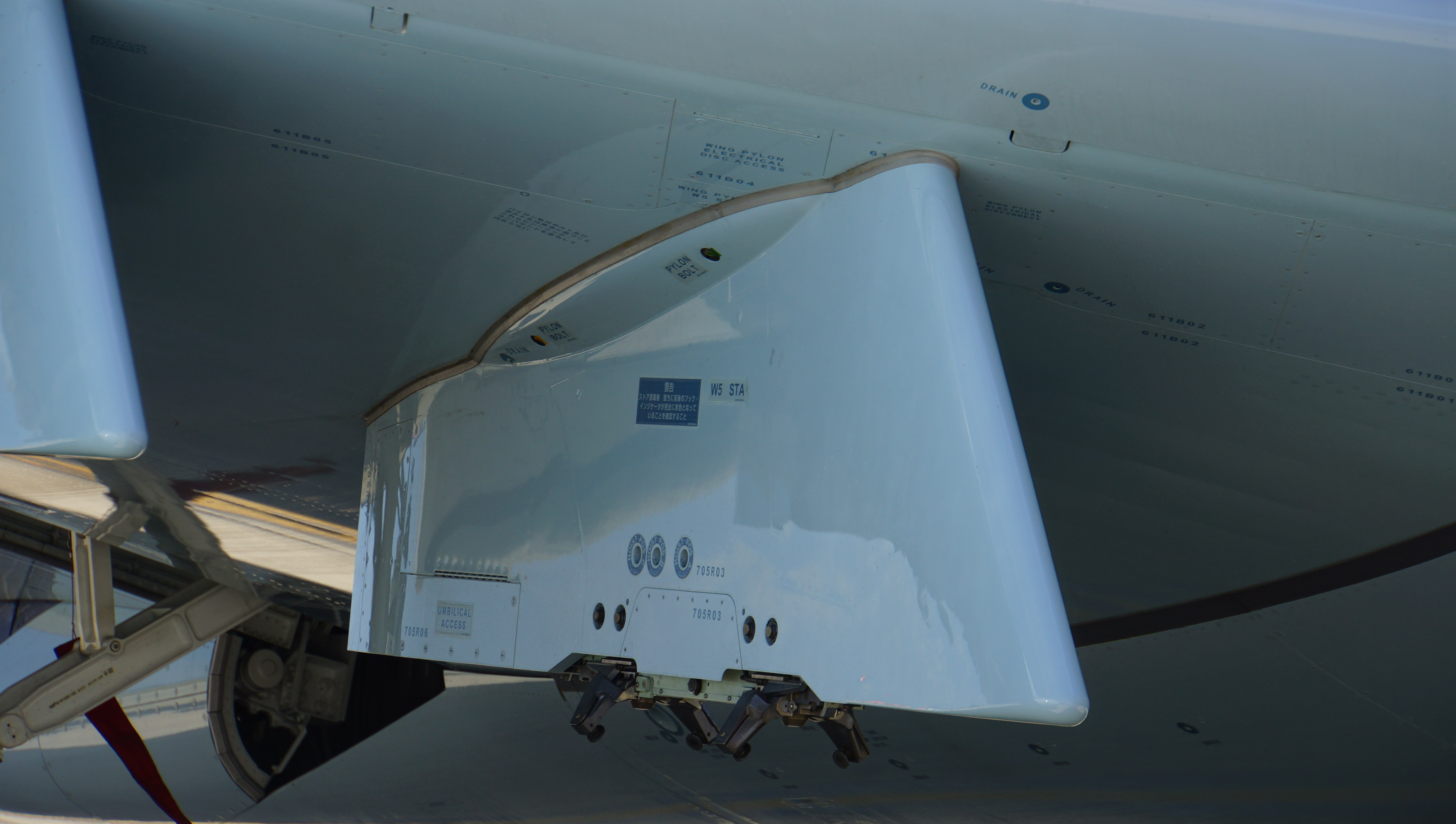
P-1のハードポイントに取り付けられたパイロン
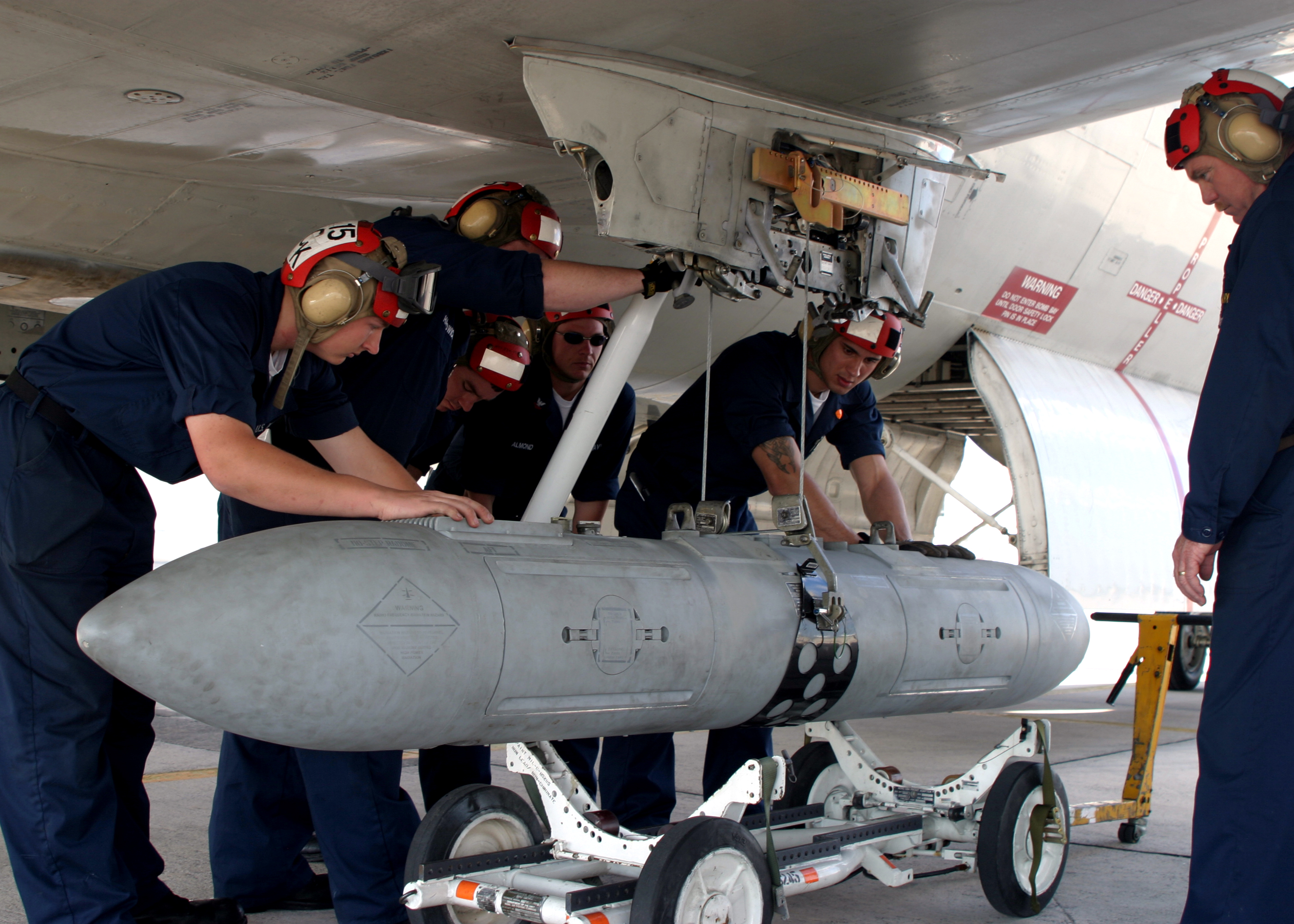
P-3のセンサー用のハードポイント（パイロン）とAN/AWW-1（電子戦ポッド）
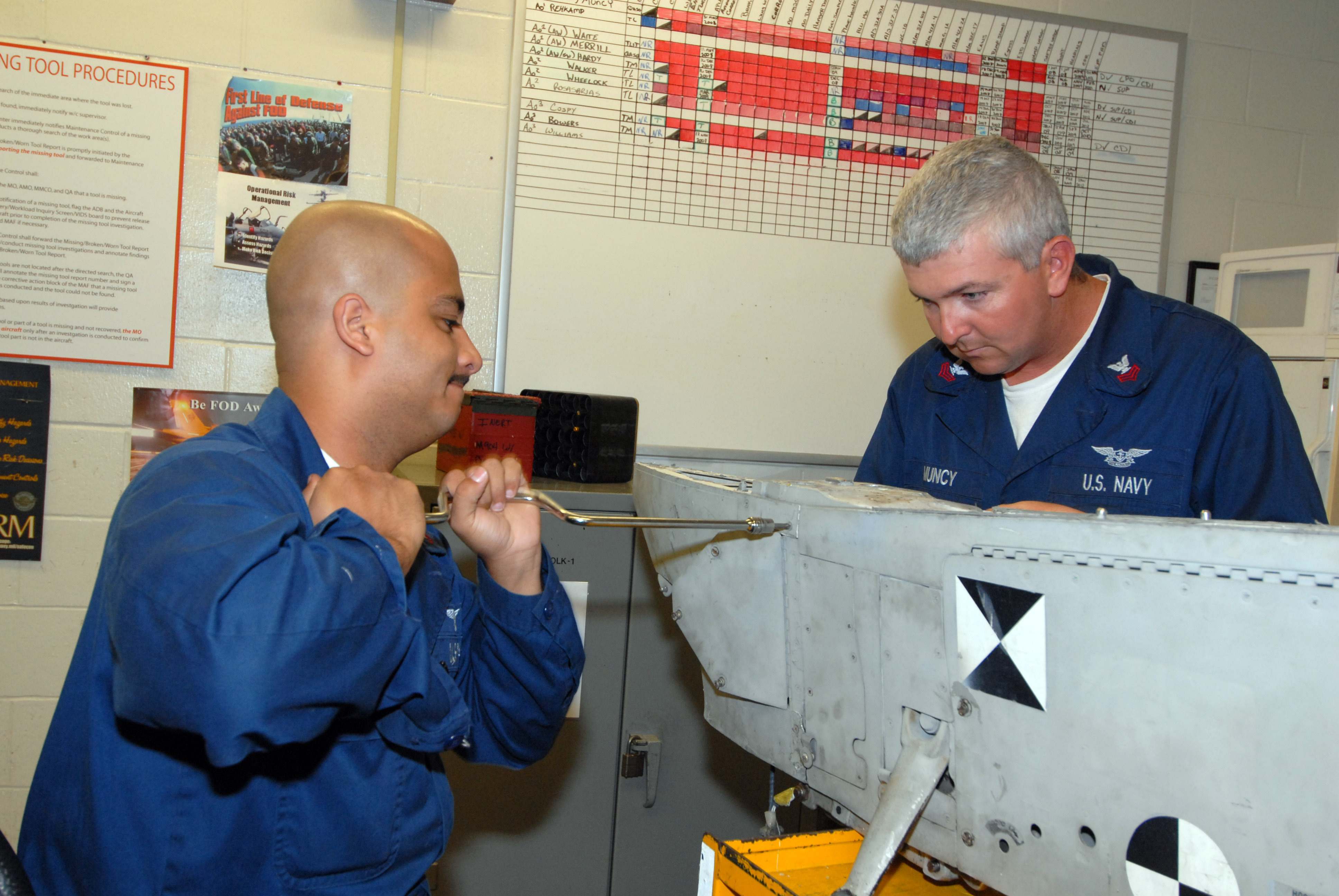
メンテナンスのため取り外されたP-3のパイロン
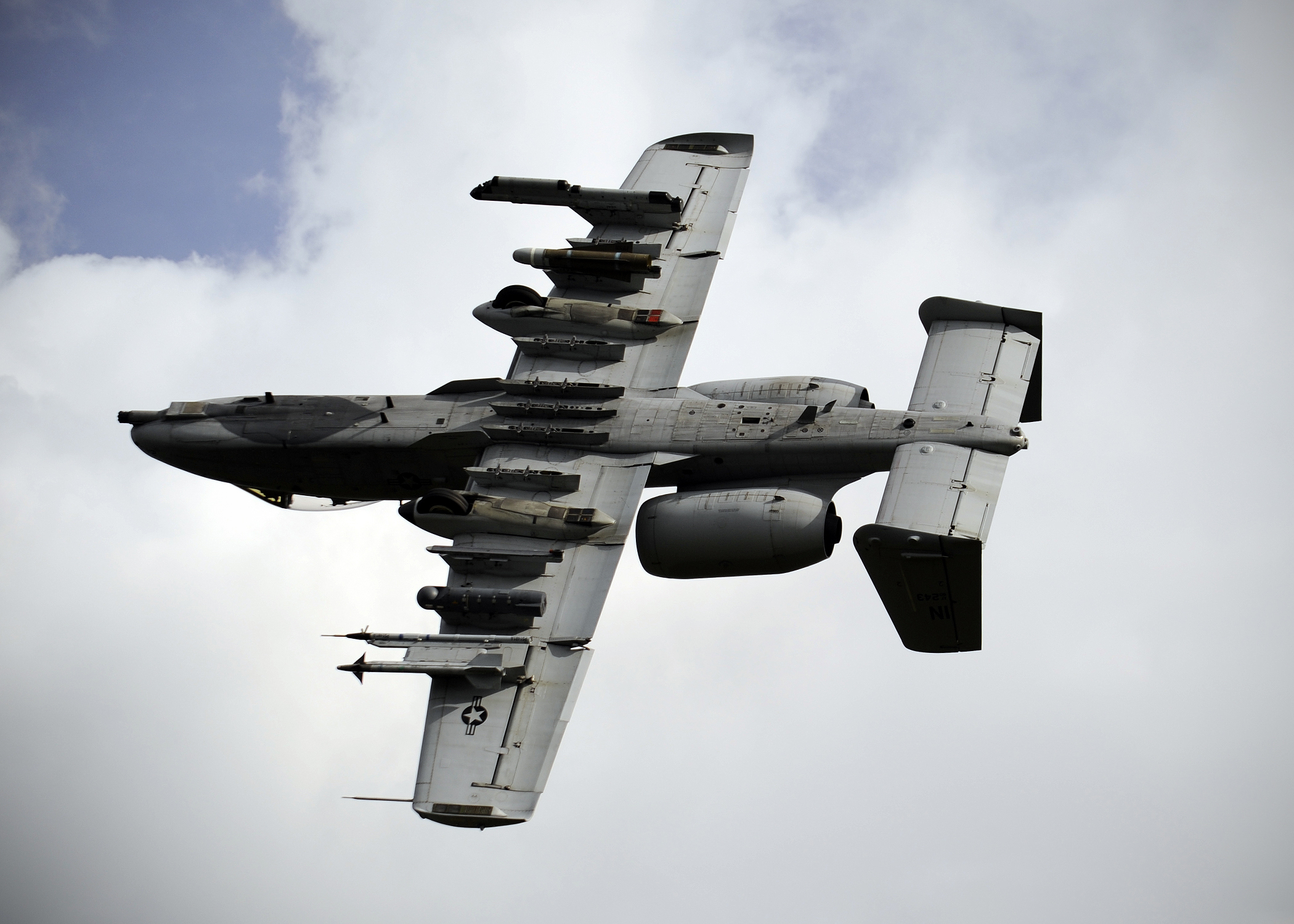
A-10翼下に並んだパイロン
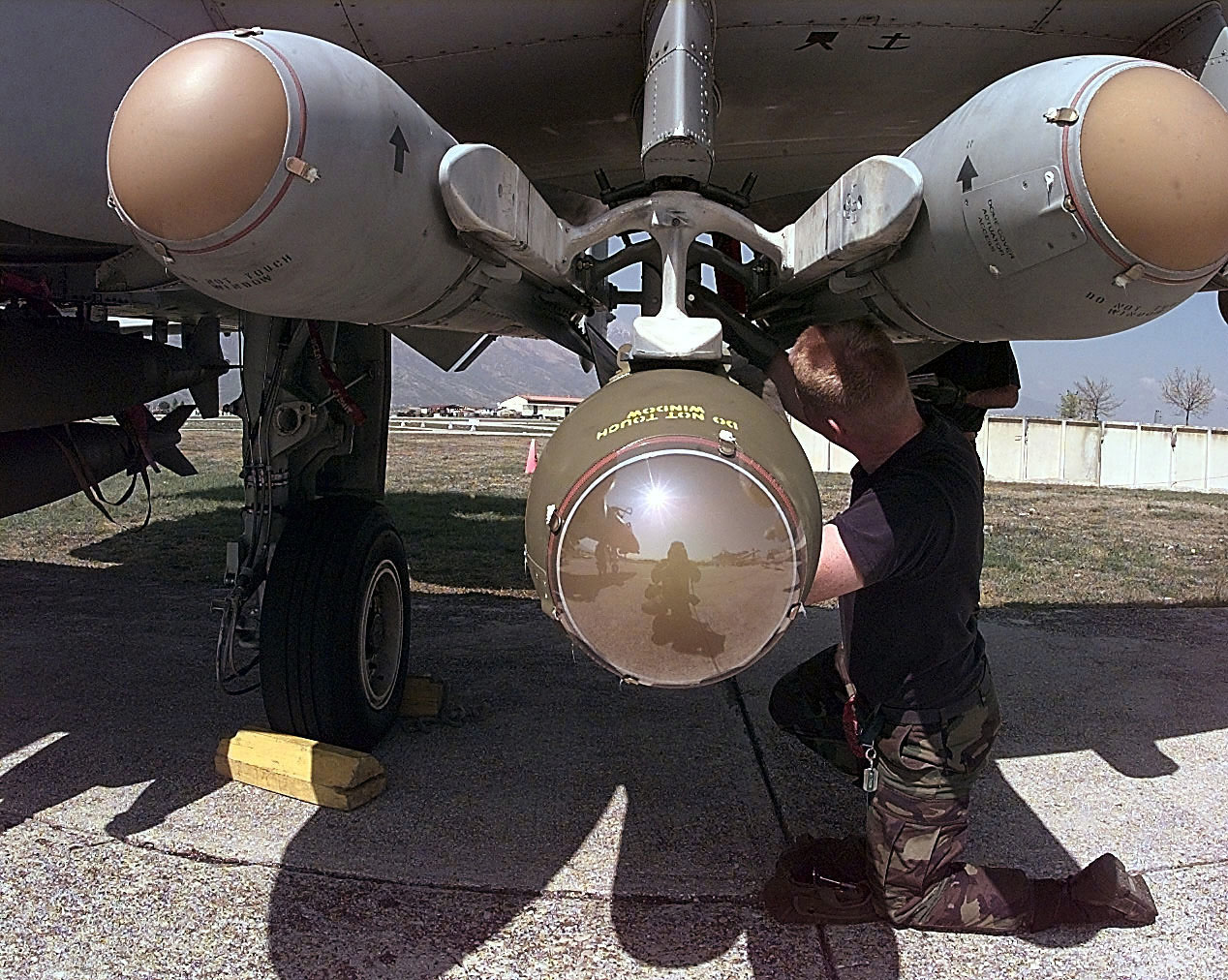
A-10のハードポイントにLAU-88（三連装ランチャー）を介して3発のAGM-65を搭載した状態。
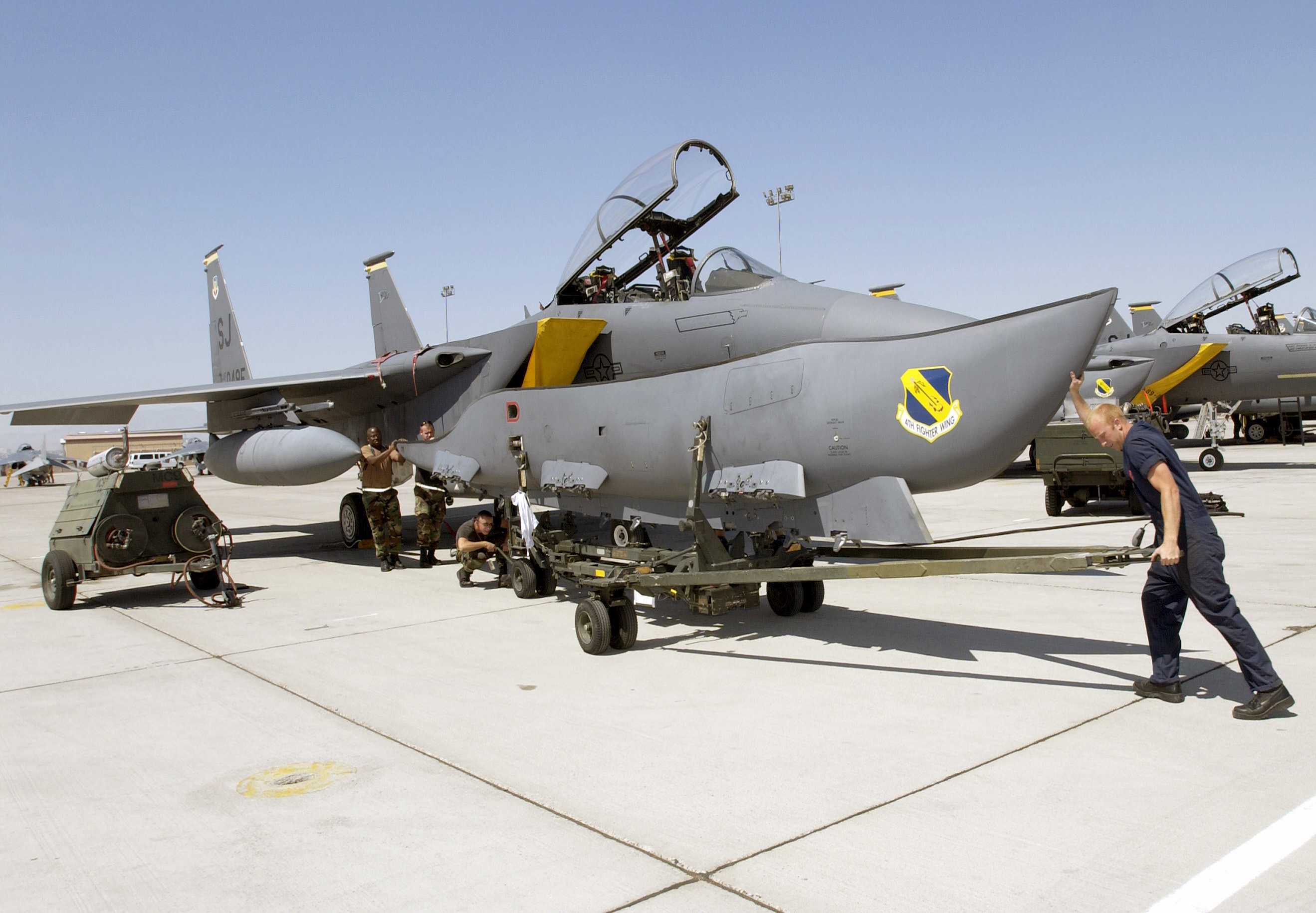
F-15Eのコンフォーマル・フューエル・タンクに設置されたパイロン
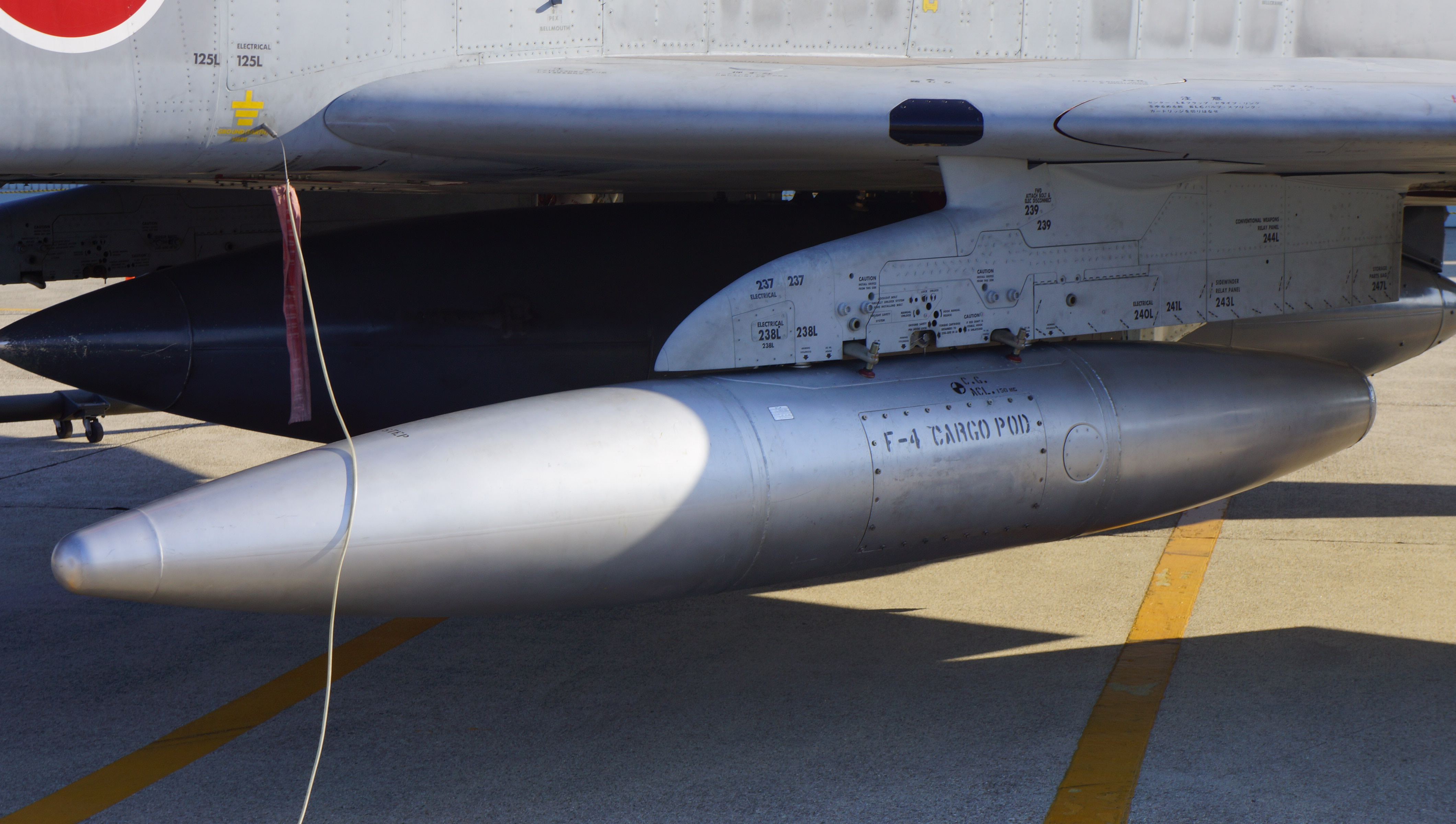
F-4EJのトラベルポッドとして再利用されたF-104Jの増槽（2014年）